# (33188) Shreya
1998 FC43 (asteroide 33188) é um asteroide da cintura principal. Possui uma excentricidade de 0.15409580 e uma inclinação de 5.43182º.
Este asteroide foi descoberto no dia 20 de março de 1998 por LINEAR em Socorro.